# Centrum, Västerås
Centrum är en  stadsdel i det administrativa bostadsområdet Centrala staden i Västerås. Norra, östra, södra och västra Ringvägen (Cityringen) omfattar stadsdelarna Centrum, Kyrkbacken, Herrgärdet och Östermalm.
I Västerås centrum finns Stadshuset, Stora torget, varuhus: Igor, Sigma, Punkt och Gallerian. I centrum finns även konferensaläggningen Aros Congress Center och Konserthuset. Vid de två bilfria gatorna runt korsningen Stora Gatan och Vasagatan ligger centrala hållplatser för Västerås lokaltrafik med buss i Västerås. Svartån går genom centrum mot Mälaren. 
När det gäller nöjen finns en mängd restauranger, pubar, biografer, en bowlinghall och ett upplevelsecenter kallat Prison Island, inspirerat av TV-serien Fångarna på fortet. 
Det finns flera hotell i Centrum så som Elite Stadshotell vid Stora torget.
Det anordnas arrangemang typ kulturnatt, biltävlingar, skidor eller skridskoåkning, uppträdanden, festivaler och liknande i Centrum, till exempel på Fiskartorget, Stora Torget eller Bondtorget.
Centrum är till stor del bilfri. Parkeringsplatser med centrala parkeringshus finns i Parkhuset, i Igor och i Punkts övre plan.
Varutransporter till de centralt belägna affärerna går till visst antal genom en 402 m lång tunnel, byggd för att minska biltrafiken i centrum.
Vid Svartåns nedre lopp ligger parkerna Stadsparken och Vasaparken.
Området avgränsas av Svartån från Skarpskyttebron till Biskopsbron, Biskopsgatan österut, Domkyrkoesplanaden, Kopparbergsvägen söderut, Södra Ringvägen västerut, Västra Ringvägen till Skarpskyttebron. Angränsande stadsdelar är i norr Kyrkbacken och Herrgärdet, i öster Östermalm, i söder Kungsängen och Stallhagen, i väster Vasastaden, Västermalm och Lustigkulla.